# Henry-Russell Hitchcock
Henry-Russell Hitchcock (1903 – 1987) foi um historiador da arquitetura americana. Professor de longa data do Smith College e da Universidade de Nova Iorque, seus escritos ajudaram a definir a arquitetura moderna.

## Biografia
Henry-Russell Hitchcock nasceu em Boston e estudou na Middlesex School e na Harvard University, recebendo seu AB em 1924 e seu mestrado em 1927. Enquanto lecionava na Universidade Wesleyan, em Connecticut, em 1930, Hitchcock fez uma curadoria de uma exposição das fotografias de Berenice Abbott da arquitetura americana urbana vernacular.
No início dos anos 30, a pedido de Alfred Barr, Hitchcock colaborou com Philip Johnson (e Lewis Mumford) em "Arquitetura Moderna: Exposição Internacional" no Museu de Arte Moderna (1932), a exposição que apresentava o novo "Estilo Internacional" de arquitetura da Europa para um público americano. O livro de co-autoria de Hitchcock e Johnson The International Style: Architecture Since 1922 foi publicado simultaneamente com a exposição do MoMA.
Quatro anos depois, o livro de Hitchcock, The Architecture of H. H. Richardson and His Times (1936), tirou a obscuridade da carreira do arquiteto americano Henry Hobson Richardson, ao mesmo tempo em que argumentava que as raízes distantes do modernismo europeu eram realmente encontradas nos Estados Unidos. In the Nature of Materials (1942), de Hitchcock, continuou a enfatizar as raízes americanas da arquitetura moderna, nesse caso, concentrando-se na carreira de Frank Lloyd Wright.
Em 1948, Hitchcock publicou o ensaio no catálogo de livros/exposições Painting toward architecture: The Miller Company Collection of Abstract Art (Meriden, CT). O prefácio foi escrito por Alfred Barr, e o principal organizador da exposição, e o diretor de arte da Miller Co., foi a colecionadora Emily Hall Tremaine. A exposição teve origem no Wadsworth Atheneum em Hartford e viajou para vários locais nos Estados Unidos (1947-1952). Na época, Hitchcock estava ensinando na Wesleyan University, em Middletown, CT. Ele organizou uma segunda exibição, com uma seleção diferente de obras, após sua chegada ao Smith College.
Hitchcock ensinou em várias faculdades e universidades, mas principalmente no Smith College (onde também foi diretor do Museu de Arte do Smith College de 1949 a 1955). Em 1968, ele se mudou para Nova Iorque e depois lecionou no Instituto de Belas Artes da Universidade de Nova Iorque. Ele também ensinou na Universidade Wesleyan, Instituto de Tecnologia de Massachusetts, Universidade de Yale, Universidade de Harvard e Universidade de Cambridge.
Ele também foi membro fundador da Sociedade Vitoriana na Grã-Bretanha e um dos primeiros presidentes da Sociedade Vitoriana da América. Um dos prêmios de livros da Sociedade é o "Prêmio Henry-Russell Hitchcock". Um "Prêmio Alice Davis Hitchcock" é concedido pela Sociedade de Historiadores de Arquitetura e pela Sociedade de Historiadores de Arquitetura da Grã-Bretanha (SAHGB) e com o nome da mãe de Hitchcock.
Hitchcock era gay, um dos vários homens gays nas artes e humanidades que emergiram de Harvard.
Hitchcock concentrou-se principalmente nos aspectos formais do design e considerou o arquiteto individual o principal determinante da história da arquitetura. O trabalho de Hitchcock tendia a diminuir o papel das forças sociais mais amplas. Ele às vezes foi criticado por esse "grande homem" ou abordagem "genealógica".
Ao longo da carreira de Hitchock, ele produziu mais de uma dúzia de livros sobre arquitetura. Sua arquitetura: séculos XIX e XX (1958) é um estudo exaustivo de mais de 150 anos de arquitetura que foi amplamente utilizado como livro nos cursos de história da arquitetura das décadas de 1960 a 1980, e ainda hoje é uma referência útil.
Hitchcock morreu de câncer aos 83 anos.

## Livros
- Hitchcock, Henry Russell, American Architectural Books: A List of Books, Portfolios, and Pamphlets on Architecture and Related Subjects published in America before 1895, University of Minnesota Press, Minneapolis 1962
- Hitchcock, Henry-Russell, Architecture: Nineteenth and Twentieth Centuries, Penguin Books, Baltimore 1958; segunda ed. 1963; quarta ed. Penguin Books, Harmondsworth England e Nova Iorque, 1977, ISBN   0-14-056115-3
- Hitchcock, Henry-Russell, The Architecture of H. H. Richardson and His Times, Museu de Arte Moderna, Nova Iorque, 1936; segunda ed. Archon Books, Hampden CT 1961; MIT Press, Cambridge MA 1966 [brochura]
- Hitchcock, Henry-Russell, Boston Architecture, 1637-1954; including Other Communities within Easy Driving Distance, Reinhold Pub. Corp., Nova Iorque, 1954.
- Hitchcock, Henry Russell e Drexler, Arthur, editores, Built in USA: Post-war Architecture, Museu de Arte Moderna (Simon & Schuster), Nova Iorque, 1952.
- Hitchcock, Henry Russell, arquitetura vitoriana inicial na Grã-Bretanha, Yale University Press, New Haven 1954
- Hitchcock, Henry-Russell, Early Victorian architecture in Britain, Princeton University Press, Princeton NJ 1981, ISBN 0-691-03959-3
- Hitchcock, Henry-Russell, In the Nature of Materials, 1887-1941: The Buildings of Frank Lloyd Wright, Duell, Sloan e Pearce, Nova Iorque, 1942; Da Capo Press, Nova Iorque 1975 (brochura), ISBN 0-306-80019-5
- Hitchcock, Henry-Russell e Johnson, Philip C., The International Style: Architecture since 1922, WW Norton & Company, Nova Iorque, 1932, segunda edição 1966; reimpressão da edição de 1932 de 1996, ISBN 0-393-03651-0
- Hitchcock, Henry Russell, Latin American Architecture since 1945, Museu de Arte Moderna, Nova Iorque,1955
- Hitchcock, Henry-Russell, Modern Architecture in England, Museu de Arte Moderna, Nova Iorque, 1937
- Hitchcock, Henry-Russell, Modern Architecture: Romanticism and Reintegration, Payson & Clarke Ltd., Nova Iorque, 1929
- Hitchcock, Henry-Russell et al., The Rise of a American Architecture, Praeger em associação com o Metropolitan Museum of Art, Nova Iorque, 1970.
- Hitchcock, Henry-Russell, Rococo Architecture in Southern Germany, Phaidon, Londres 1968, ISBN 0-7148-1339-7
- Hitchcock, Henry-Russell e Seale, William, Temples of Democracy: The State Capitols of the U.S.A., Harcourt Brace Jovanovich, Nova Iorque, 1976, ISBN 0-15-188536-2
- Lipstadt, Hélène, "Celebrating the Centenaries of Sir John Summerson and Henry-Russell Hitchcock: Finding a Historiography for the Architect-historian", The Journal of Architecture, 10/1 February 2005, pages 43–61.
- Searing, Helen, editor, In Search of Modern Architecture: A Tribute to Henry-Russell Hitchcock, Architectural History Foundation, Nova Iorque; MIT Press, Cambridge MA 1982, ISBN 0-262-19209-8
- Lee Sorensen, editor, Hitchcock, Henry-Russell, Dictionary of Art Historians, arthistorians.info. Consultado em 28 de maio de 2016.
- Paul Goldberger, Honoring an Inspirational Historian, New York Times, 20 de março de 1983. Consultado em 28 de maio de 2016